# Henry Stephen Gorham
Henry Stephen Gorham, född 1839, död 22 mars 1920, var en engelsk entomolog som specialiserade sig på skalbaggar.
Gorham var Fellow of the Royal Entomological Society från 1885, Fellow of the Zoological Society of London från 1881 och ledamot av Société entomologique de France från 1887. Han skrev ett stort antal korta vetenskapliga uppsatser och medverkade i Biologia Centrali-Americana (Insecta. Coleoptera. Vol. VII. Erotylidae, Endomychidae, and Coccinellidae. VII. London. 276 sidor, 13 planscher, 1887–1899, utgivet av Osbert Salvin och Frederick DuCane Godman).